# Yorkshire i Humber
Yorkshire i Humber (en anglès: Yorkshire and the Humber) és una de les nou àrees administratives d'Anglaterra. Té una població de 5.284.000 habitants. Ocupa la major part del comtat històric de Yorkshire, juntament amb la part nord de Lincolnshire que fou, des del 1974 fins al 1996, part de l'antic comtat de Humberside. L'assemblea regional de Yorkshire i Humber va deixar d'existir després de la dissolució del parlament l'abril del 2010. Les oficines governamentals van ser finalment abolides el 2011.